# Витте, Оскар Оскарович фон
Барон фон Витте Оскар Оскарович (нем. Oskar Oskarovic von Witte; 1875, Санкт-Петербург, Российская империя — между 1934 и 1937, Ленинград, РСФСР, СССР) — русский архитектор-художник (1903—1917), секретарь редакции журнала (секретарь редакционного комитета) «Старые годы: журнал ежемесячник для любителей искусства и старины» (1908—1917), педагог Центрального училища технического рисования барона Штиглица.

## Биография
Оскар Оскарович родился в 1875 году, в евангелическо-лютеранской дворянской семье, курляндского происхождения.
В семье бытовало предание о голландском происхождении, однако «к XVIII веку эти Витте вполне онемечились и представляли собой типичных прибалтийских бюргеров».
В 1895 году он поступил в Императорскую академию художеств, его учителем был архитектор Л. Н. Бенуа. В 2 мая 1902 года был удостоен звания художника-архитектора (1903—1917) за проект «Синодальное подворье в столице».
С 1895 по 1910 работал над своим первым проектом. После чего вступил в Петербургское общество архитекторов и Общество архитекторов-художников. В 1910-е начал строительство построек производственных зданий мануфактуры «Треугольник» на Обводном канале.
С 1908 по 1917 года работал секретарём редакции журнала «Старые годы», «ежемесячник для любителей искусства и старины».
С 1914 года сотрудник ЦУТР. Работал в Москве, Финляндии и Санкт-Петербурге.
Точная дата и место смерти неизвестны, но предположительно между 1934—1937 годами в Ленинграде.

## Постройки в Санкт-Петербурге
- Доходной дом, Дворовый флигель, 14-я линия, дом 51 (1904—1905).
- Здание правления американского товарищества пневматических машин, 18-я линия, дом 31 (1895—1910). С 2016 года принадлежит Санкт-Петербургскому горному университету, а с октября 2017 общежитие № 7 Горного университета[2].

- Производственные здания Российско-Американской резиновой мануфактуры «Треугольник» — Красный Треугольник (завод), Производственные здания и школа. Набережная обводного канала, 134—138 (1910-е).

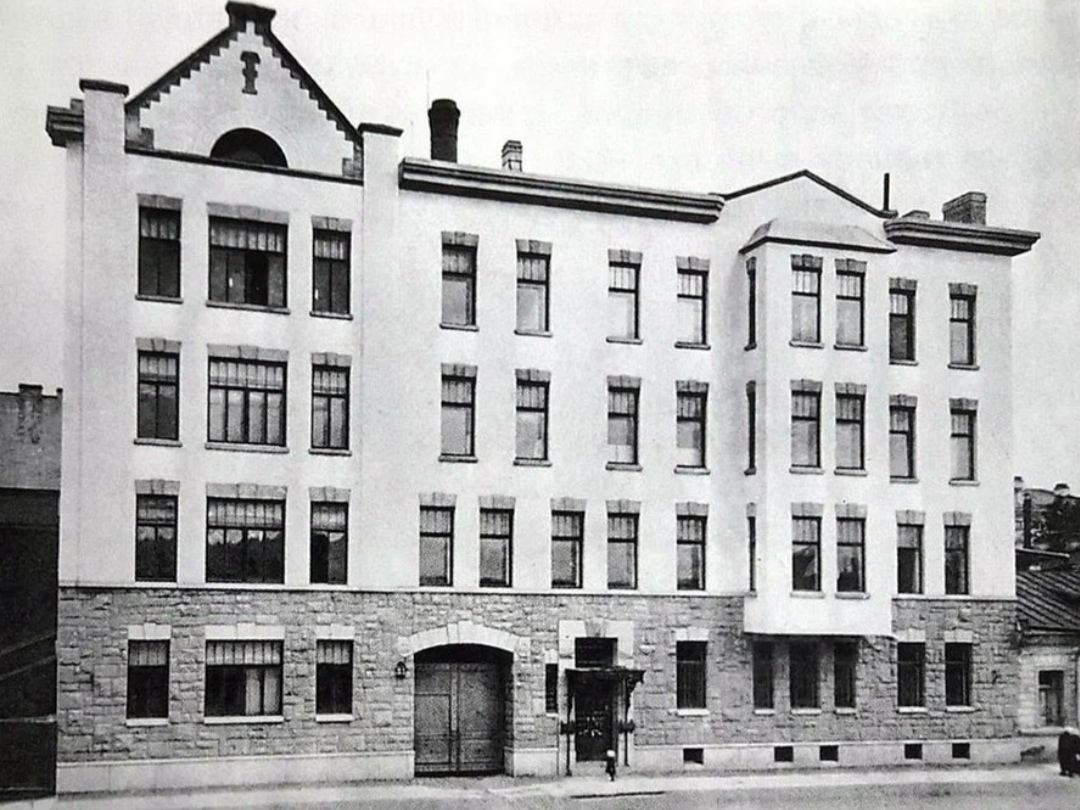
18-я линия ВО, 31. Фотография 1910-х годов.
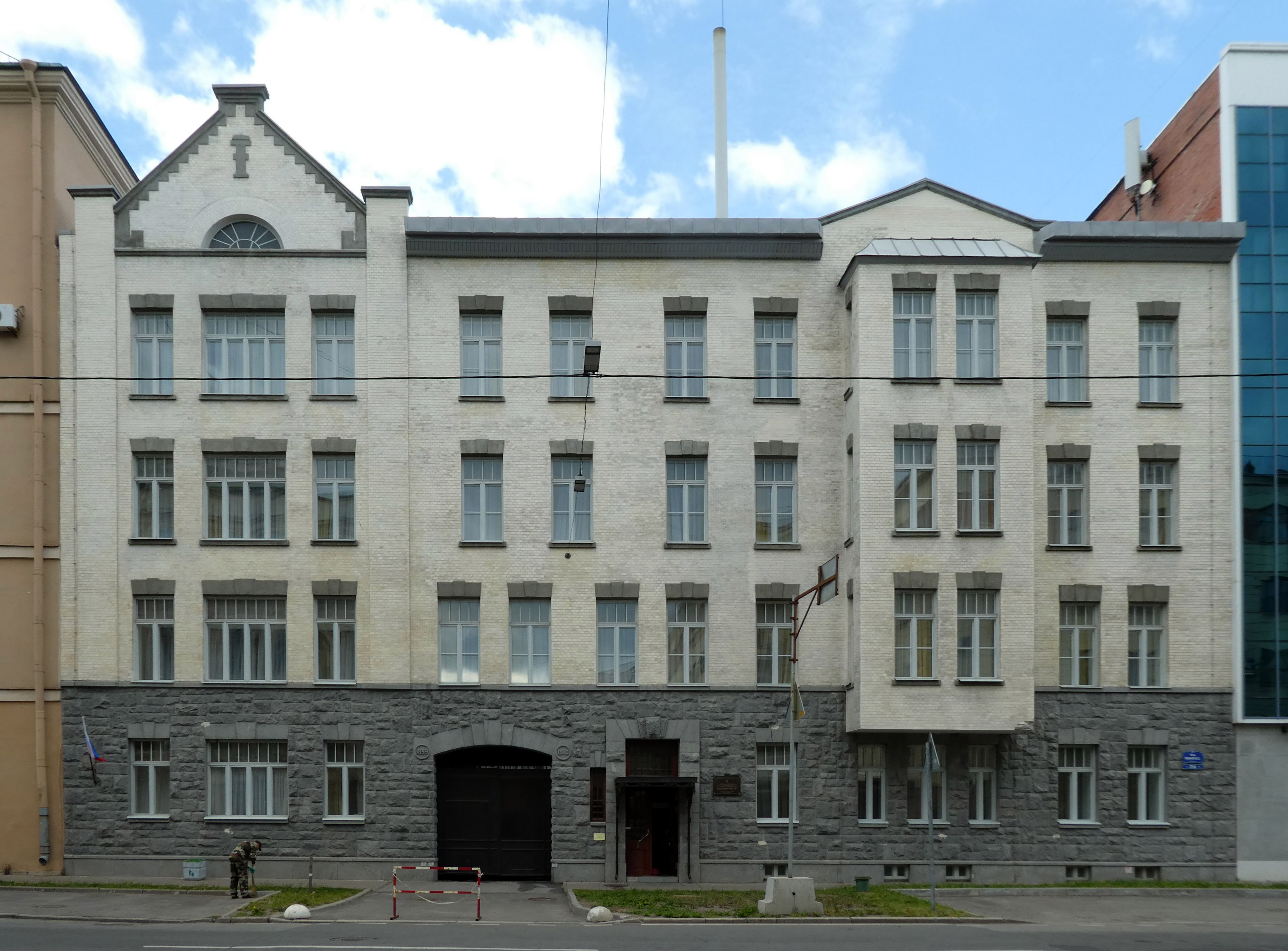
18-я линия 31, Завод «Пневматика»
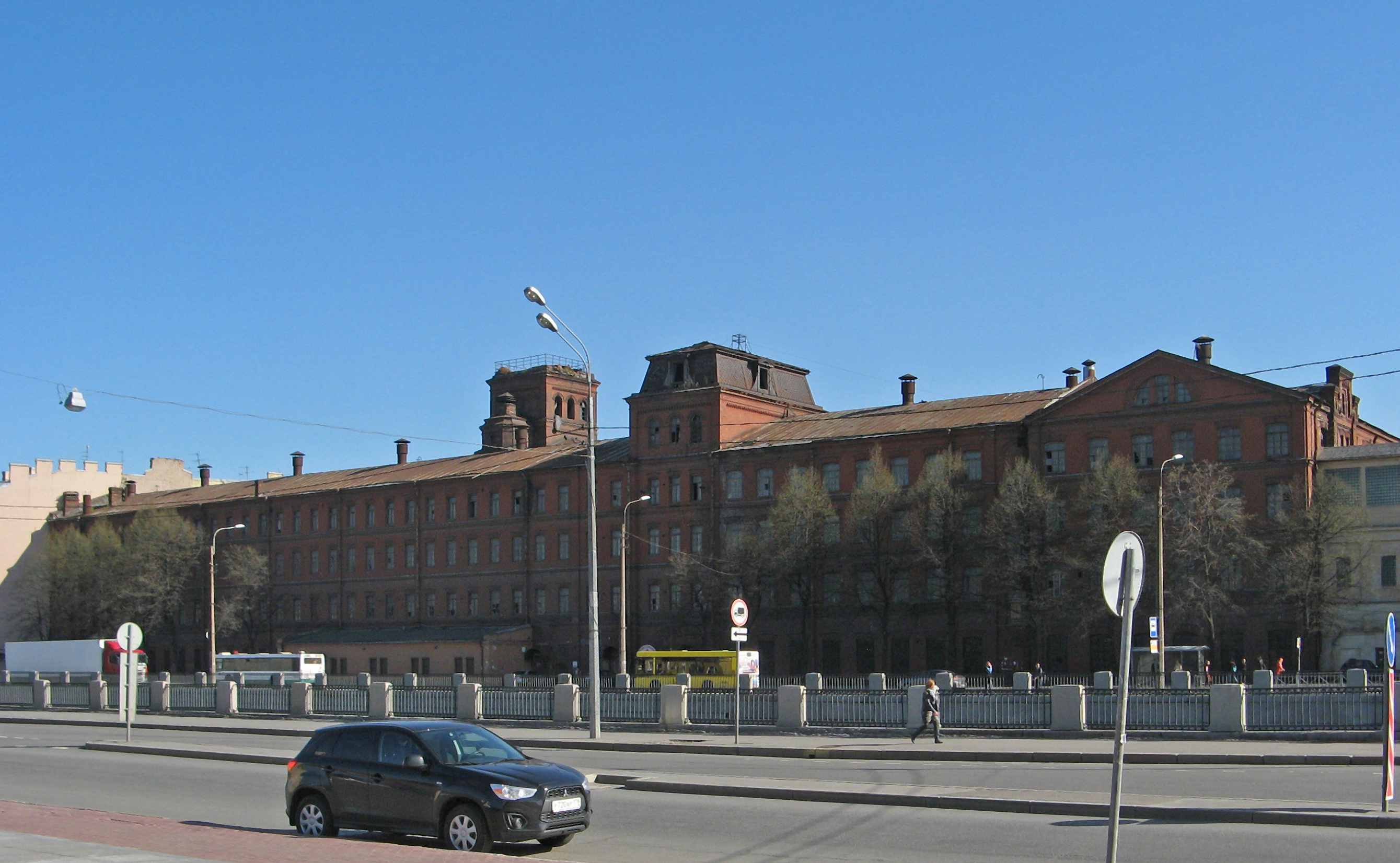
Наб. обводного канала 134—138
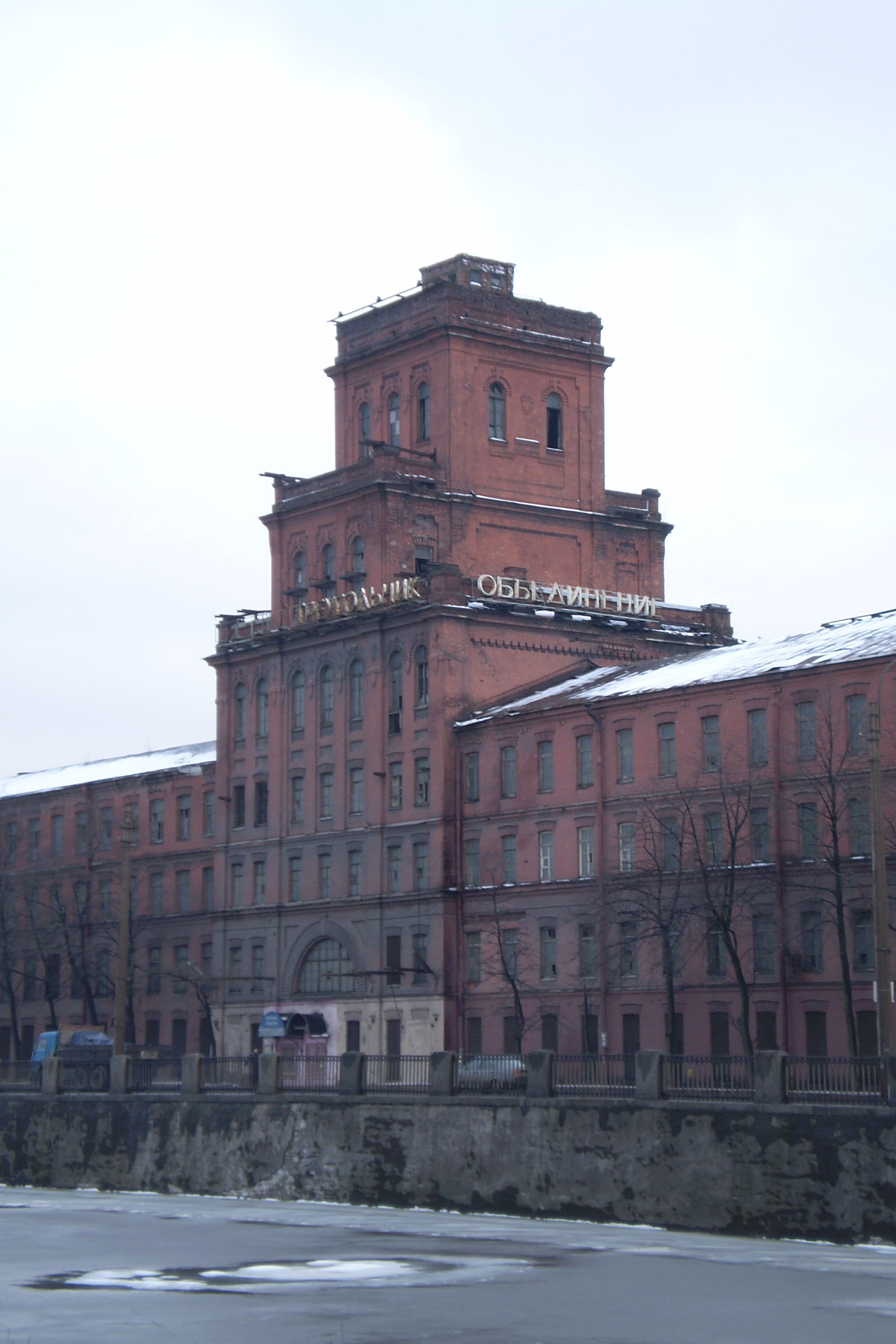
Наб. обводного канала 134—138. Башня.

## Семья
Отец — Оскар Николаевич Витте (02.11.1846 г. Тифлис — 09.02.1908 г. Санкт-Петербург) владелец лечебного «Заведения для шведской врачебной гимнастики и массажа»(1879—1900), в 1868 году переехал в Санкт-Петербург из Дерпта и в 1872 по 1874 работал в медицинской академии, после чего работал в медицинских учреждениях и приютах в Санкт-Петербурге и Стокгольме (1874—1898); мать — Амалия Витте. Брат — Витте Аксель Оскарович (26.10.1876-1937) Капитан 2-го ранга корпуса инженеров-механиков флота, старший инженер; женат на Екатерине Борисовне Витте(Фурман) (нем. Katharina Barbara Witte; 1878—1959). 24 февраля 1931 — арестован, 8 августа приговорен к 3 годам ИТЛ и отправлен в лагерь. В 1934 — освобожден из лагеря, по ходатайству юридического отдела Помполита вернулся в Ленинград. В марте 1935 — выслан с женой и детьми (Аксель, Эдуард, Ольга, Екатерина) из Ленинграда в Тургай Актюбинской области на 5 лет, позднее переведен в Челкар той же области, к 1937 — скончался в ссылке.
Дед — Витте Николай Иоганнович (16.09.1816 Курляндия-19.08.1884 Владикавказ) — провизор, врач, доктор медицины, фельдмаршал армии, получил дворянство за самоотверженную помощь раненым в бою под Карсом в 1877 году. Супруга Эмили Цвайффель. Работал в медицинских учреждениях в таких городах, как Георгиевск, Тифлис, Баку и Владикавказ.
Дядя — Сергей Юльевич Витте (29.06.1849, Тифлис-13.03.1915, Петроград) — русский государственный и политический деятель.
21 ноября 1903 года женился на Ядвиге-Гедвиге Владимировне Мусселиус 1876 года рождения в Лютеранской церкви святого Петра — Петрикирхе, её отец филолог, сотрудник ЦУТР и статский советник — Владимир Васильевич Мусселиус, а дед по матери скульптор Залеман Роберт Карлович.
Дети:
1. Лидия-Марта Оскаровна Бондаренко (Витте) (03.09.1904—20.09.1994) — военный медик в звании старшего лейтенанта, прошла всю войну. В 1946 году была репрессирована вместе с сыном(Бондаренко Георгием Васильевичем) на 8 лет (по 1954) и сосланы в Алтайский район Красноярского края, из-за национальных признаков и вероисповедания.
2. Максимилиан Оскар Вальдемар Евгений Оскарович Витте (1908—?) — репрессирован из-за национальных признаков и вероисповедания.
3. Ядвига Анна Дорофея Оскаровна Пуссер (Витте) (1911—1985) — немка, студентка музыкального техникума, прихожанка Петрикирхе. Арестована 5 января 1930 г. по делу пасторов Г.Ганзена и К.Мусса. Приговорена 17 сентября 1930 г. к 3 годам ИТЛ и 3 годам ссылки. 17 июня 1942 г. эвакуирована из Ленинграда. В 1946 году ещё раз репрессирована из-за национальных признаков и вероисповедания.

Также как и дети, была репрессирована и сама Ядвига-Гедвига Владимировна Мусселиус (22.06.1876-02.1942), из-за национальных признаков и вероисповедания. Умерла в блокаду Ленинграда.

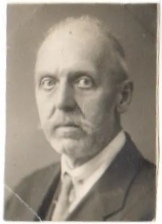
Оскар Оскарович фон Витте
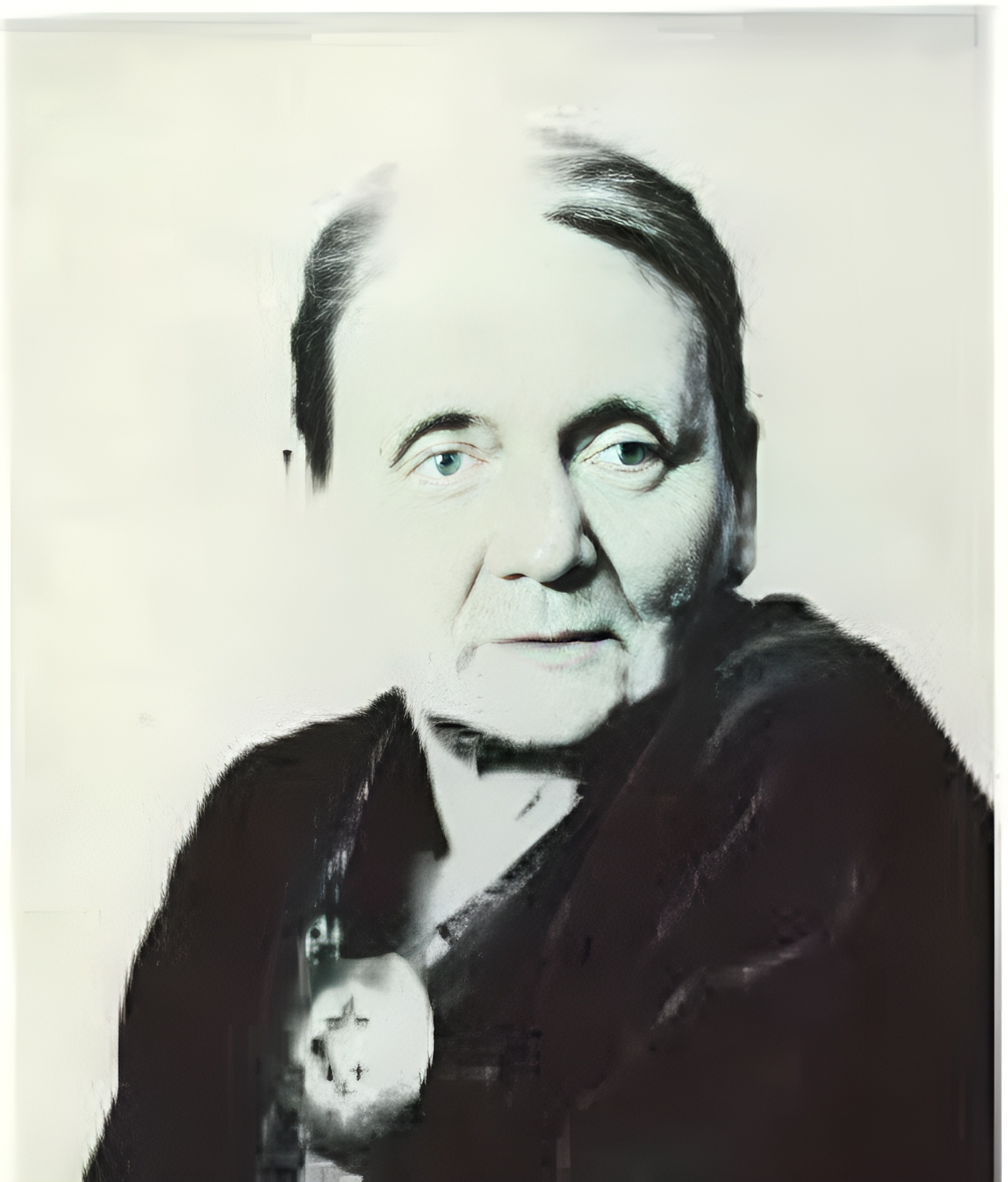
Гедвига Владимировна Мусселиус, жена О. О. Витте, 1930-е годы
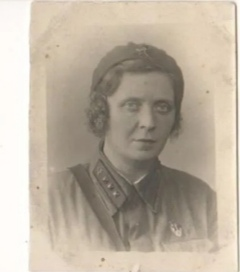
Лидия Оскаровна Витте, 1941 год

## Адреса
Санкт-Петербург:
- Моховая, д.3 (1902—1903);
- Красносельская, д.12 (1903—1905);
- Малый проспект Петроградской стороны, д.44 (1905—1906);
- Соляной переулок, д.9 (1906—1907);
- Соляной переулок, д.9б (1907—1913);
- Набережная Фонтанки (Набережная Принца Петра Георгиевича Ольденбургского 1913—1915), д.8, кв. 2 (1913—1931), Дом Е. А. Алексеевой; После смерти О. О. Витте по этому адресу вплоть до войны проживала его дочь Лидия[6][7].

## Отзывы
В оттиске статьи «Картины русских художников в собрании Е. Г. Шварца», журнала «Старые годы» изданого в Петрограде в 1916 году С. Р. Эрнста, на первом листе книги сохранился автограф автора:

«Милому Оскару Оскаровичу любящий его искренне автор. 1 июня 1916 г.»— С. Р. Эрнст.  Автограф
Также про Оскара Оскаровича говорили, что он был автором производственных зданий мануфактуры «Треугольник» и мастером по строительству производственных зданий.